# Skärlen
Skärlen är en sjö i Vetlanda kommun och Växjö kommun i Småland och ingår i Mörrumsåns huvudavrinningsområde. Sjön är 28 meter djup, har en yta på 3,18 kvadratkilometer och befinner sig 212 meter över havet. Sjön avvattnas av vattendraget Rävabäcken. Vid provfiske har bland annat abborre, bergsimpa, elritsa och gädda fångats i sjön.

## Delavrinningsområde
Skärlen ingår i det delavrinningsområde (633923-144251) som SMHI kallar för Utloppet av Skärlen. Medelhöjden är 230 meter över havet och ytan är 13,14 kvadratkilometer. Det finns inga avrinningsområden uppströms utan avrinningsområdet är högsta punkten. Rävabäcken som avvattnar avrinningsområdet har biflödesordning 3, vilket innebär att vattnet flödar genom totalt 3 vattendrag innan det når havet efter 149 kilometer. Avrinningsområdet består mestadels av skog (68 %). Avrinningsområdet har 3,31 kvadratkilometer vattenytor vilket ger det en sjöprocent på 25,1 %.

## Fisk
Vid provfiske har följande fisk fångats i sjön:
- Abborre
- Bergsimpa
- Elritsa
- Gädda
- Lake
- Mört
- Sik
- Siklöja

## Sportdykning
Tack vare dess klara vatten är Skärlen ett populärt dykmål för sportdykare. 
Längs med sjön finns flera lättillgängliga dykplatser inklusive vid Skärlens badplats, samt vid Tvättehällarna (57°10′9.828″N 14°51′22.517″Ö) i närheten av Asaryd. Abborre och kräfta påträffas ofta under dyk i närheten av stranden.